# Liste der Orgeln im Landkreis Uckermark
Die Liste der Orgeln enthält sukzessive die Pfeifenorgeln im Landkreis Uckermark in Brandenburg.

## Überblick
Die meisten Orgeln im Landkreis Uckermark wurden vor 1918 erbaut. Die historisch wertvollste ist die in der Marienkirche in Angermünde von Joachim Wagner von 1745. In Prenzlau wird derzeit ein Instrument der englischen Firma Hill & Son von 1904 aufgebaut.

## Orgeln
| Ort                 | Gebäude                              | Bild | Erbauer                             | Jahr    | Manuale | Register | Bemerkungen |
| ------------------- | ------------------------------------ | ---- | ----------------------------------- | ------- | ------- | -------- | --- |
| Angermünde          | St. Marien                           |      | Joachim Wagner                      | 1745    | II/P    | 30       | |
| Angermünde          | Heilig-Geist-Kapelle                 |      | Friedrich Leopold Morgenstern       | 1841    | I/P     | 7        | nach 1945 Umdisponierung |
| Annenwalde          | Dorfkirche                           |      | Gottlieb Heise                      | 1835    | I/P     | 9        | 1980 Metallpfeifendiebstahl, 2001 Rekonstruktion durch Tobias Schramm |
| Boitzenburg         | Pfarrkirche St. Marien auf dem Berge |      | Carl August Buchholz                | 1849    | II/P    | 14       | |
| Felchow (Schwedt)   | Dorfkirche                           |      | Joachim Wagner                      | um 1745 | I/P     | 9        | 1899 Pedaleinbau durch Paul Bütow |
| Flemsdorf (Schwedt) | Dorfkirche                           |      | Joachim Wagner                      | 1745    | I/P     | 8        | 1899 Pedaleinbau durch Paul Bütow |
| Greiffenberg        | Dorfkirche                           |      | Johann Michael Röder (Zuschreibung) | 1742    | I/P     | 12       | 1842 Umbau durch Leopold Morgenstern, 1967 Restaurierung durch Schuke, seit 2020 zur Restaurierung ausgelagert                                                                           |
| Malchow             | Dorfkirche                           |      | Felix Grüneberg                     | 1911    | I/P     | 4        | Opus 636, drei 8′-Register im Manual, seit 1945 schwere Beschädigungen, nur noch Reste vorhanden                                                                                         |
| Prenzlau            | St. Nikolai                          |      | Wilhelm Sauer                       | 1890    | II/P    | 30       | Opus 525 |
| Prenzlau            | St. Sabinen                          |      | Schuke Orgelbau                     | 1955    | II/P    | 13       | |
| Ringenwalde         | Dorfkirche                           |      | Johann Peter Migendt                | 1760    | I/P     | 9        | 1913 Erweiterung durch Albert Kienscherf auf II/P, 15; 2006 Rückbau und Rekonstruktion des ursprünglichen Zustandes durch Rühle, 80 % der barocken Migendt-Pfeifen sind erhalten – Orgel |
| Schwedt             | St. Katharinen                       |      | Schuke Orgelbau                     | 1953    | II/P    | 20       | |
| Sternhagen          | Dorfkirche                           |      | Joachim Wagner                      | 1736    | I/P     | 9        | 5 Originalregister und Prospekt von 1736 erhalten → Orgel |
| Templin             | Maria-Magdalenen-Kirche              |      | Schuke Orgelbau                     | 1994    | III/P   | 38       | im Barockprospekt |
| Wismar              | Dorfkirche                           |      | Friedrich Wilhelm Kaltschmidt       | 1840    | II/P    | 10       | 1993 instand gesetzt → Orgel |
| Wolfshagen          | Dorfkirche                           |      | Wilhelm Schwarz & Sohn              | 1896    | II/P    | 16       | ursprünglich in Bad Bellingen in Württemberg, 1978 elektropneumatische Traktur; 2007 umgesetzt nach Wolfshagen, Umsetzung initiiert durch A. Schmidt und M. Rost → Orgel                 |
| Zollchow            | Dorfkirche                           |      | Carl Schultze                       | 1874    | I/P     | 10       | [ 6 ] |